# جاي جونسون (عداء)
جاي جونسون (بالإنجليزية: Jay Johnson)‏ هو عداء ‏ أمريكي، ولد في 8 نوفمبر 1959.

## وصلات خارجية
- جاي جونسون على موقع رابطة إحصائيات سباق الطريق (الإنجليزية)
- جاي جونسون على موقع الرابطة الدولية لركض المسار (الإنجليزية)